# Spianamento
Per spianamento si intende l'insieme delle operazioni, sia di rilievo che di calcolo, diretta a trasformare la superficie fisica irregolare del terreno in una superficie piana, orizzontale o inclinata. Il progetto di spianamento di una determinata zona si esegue sulla rappresentazione a piano quotato o, nel caso di zone molto estese, su quella a linee di livello. 
Questo progetto richiede: 
- il calcolo delle altezze di terra da riportare o da scavare (quote rosse) in corrispondenza di punti caratteristici
- la determinazione della linea di passaggio, se esiste, fra la zona di riporto e quella di scavo
- il calcolo dei volumi di terra da riporto e da sterro, in modo da poter procedere al computo metrico estimativo del movimento delle terre.

Si hanno diversi tipi di spianamenti:
- Spianamenti con lavoro di solo scavo.
- Spianamenti con lavoro di solo riporto.
- Spianamenti con lavori di scavo e riporto.
- Spianamenti di compenso.

Si avranno spianamenti di solo scavo quando la quota di progetto è uguale o più piccola alla quota più bassa del terreno.
Il piano di progetto o di spianamento, al quale si deve riportare la superficie naturale del terreno, può essere di posizione stabilita o da fissare in modo da avere il compenso tra i volumi di riporto e di sterro. Nel caso che il piano di progetto sia di posizione stabilita, basta che sia assegnata la sua quota, ovvero la quota di un suo punto se deve essere orizzontale; occorre che si abbiano gli elementi per definire la sua retta di massima pendenza, se deve essere inclinato.
La quota rossa, per ogni punto considerato, è data dalla differenza tra la quota di progetto e quella del terreno (QR = QP - QT). Se il segno risulta positivo si ha una quota rossa di riporto, ovvero il piano di progetto passa, in quel punto, al di sopra del terreno (ordinata di riporto); se risulta negativo si ha una quota rossa di scavo, ovvero il piano passa al di sotto del terreno (ordinata di sterro).
I punti del terreno che hanno la quota coincidente con quella di progetto, e cioè hanno quota rossa nulla, vengono definiti punti di passaggio e possono essere trovati con il metodo grafico del ribaltamento o per via analitica. 
La spezzata che congiunge i punti di passaggio è definita linea di passaggio e separa la zona di scavo da quella di riporto.